# كيلي هازل
كيلي ريبيكا هازل (بالإنجليزية: Keeley Rebecca M. Hazell)‏ هي ممثلة وعارضة أزياء إنجليزية ولدت في يوم 18 سبتمبر 1986 في لندن في إنجلترا، تعتبر هازل من أفضل العارضات في بريطانيا التي عملت مع إف إتش إم، وأشهر الأفلام التي مثلت فيها هو فلم Horrible Bosses 2.

## روابط خارجية
- كيلي هازل على موقع IMDb (الإنجليزية)
- كيلي هازل على موقع ألو سيني (الفرنسية)
- كيلي هازل على موقع ميوزك برينز (الإنجليزية)
- كيلي هازل على موقع قاعدة بيانات الفيلم (الإنجليزية)